# Jenni Pitko
Jenni Pitko, född 15 augusti 1986 i Kemi, är en finländsk politiker (Gröna förbundet) och arkitekt. Hon är ledamot av Finlands riksdag sedan 2019.
Pitko blev invald i riksdagsvalet 2019 med 3 614 röster från Uleåborgs valkrets.